# Чикмагалур (округ)
Чикмагалур (англ. Chickmagalur) или Чиккамагалуру (канн. ಚಿಕ್ಕಮಗಳೂರು; англ. Chikkamagaluru) — округ в индийском штате Карнатака. Административный центр — город Чикмагалур. Площадь округа — 7201 км². По данным всеиндийской переписи 2001 года население округа составляло 1 140 905 человек. Уровень грамотности взрослого населения составлял 72,2 %, что выше среднеиндийского уровня (59,5 %). Доля городского населения составляла 19,5 %.